# Georges Bizet
Georges Bizet, eredeti nevén Alexandre-César-Léopold Bizet (Párizs, 1838. október 25. – Bougival, 1875. június 3.) francia zeneszerző. Első szerzeményét 11 évesen alkotta, ekkor már a párizsi Conservatoire diákja volt. Itt ismerkedett meg Halévyvel, aki zeneszerzést tanított neki, és aki nagy hatással volt művészi kibontakozására. Első jelentős művét, a C-dúr szimfóniát 17 éves korában írta, és ezzel elnyerte a Római Díjat, amelynek révén három évet tölthetett az olasz nagyvárosban. Kortársai idegenkedve fogadták színpadi kísérleteit és drámai zenéjének szokatlan, realisztikus hangját. Don Procopio című vígoperáját 1906-ban mutatták be kevés sikerrel, de következő műve, a Gyöngyhalászok című opera sem nyerte el a nézők tetszését. Ez követően más szerzők műveinek átdolgozásából és zongoratanításból élt. 1871-ben besorozták a Nemzeti Hadseregbe a francia–porosz háború miatt, így kevés ideje maradt a komponálásra. 1871-ben írta zongorára a Gyermekjátékok című sorozatot, valamint a Dzsamilé című egyfelvonásos operáját. A párizsi Vaudeville-színház igazgatójának kérésére írt Alphonse Daudet Az arles-i lány című elbeszéléséhez kísérőzenét. Ezt áthangszerelte nagyzenekarra, és a mű hangversenydarabként hatalmas sikert aratott. Élete utolsó alkotása a Carmen című operája volt, amellyel azt remélte, hogy ez végre áttöri a francia közönség közönyét. A várt siker elmaradt, és a bemutató után néhány nappal a nagybeteg zeneszerző elhunyt. A Carmen későbbi előadásai viszont már hatalmas sikereket arattak, a mű pedig a közönség egyik nagy kedvence lett, és a mai napig az egyik legismertebb és leggyakrabban játszott opera.

## Élete és munkássága

### Gyermekévei
Georges Bizet 1838. október 25-én született Párizsban, az Auvergne bástyáról elnevezett utca 26. számú házában. Apja, Adolphe Amand Bizet, roueni származású fodrász és parókakészítő volt. Anyja, Aimée Delsarte Cambrai-ban született, és egy ellenőrizhetetlen legenda alapján a nagy firenzei olasz festőtől, a cinquecento kiváló mesterétől, Andrea del Sartótól származtatta magát. Annyi bizonyos, hogy Aimée Delsarte muzsikus családból származott: nővére kiváló zongorista, fivére neves énektanár és karnagy volt, legifjabb fivére pedig énekes. Aimée maga is ügyesen zongorázott, és rendkívül művelt volt. Adolphe Amand Bizet-hez 1837-ben, családja szívós ellenzése ellenére ment férjhez.
Házasságuk első évében született egyetlen gyermekük, és az Alexandre César Léopold hangzatos neveket kapta. A keresztségben, amelyre bő másfél év után került sor, az ifjú Bizet-t Georges-nak nevezték el, és ezt használta utána egész életében annak ellenére, hogy az anyakönyvben más szerepelt. Adolphe Amand hamarosan felhagyott a parókakészítéssel, énekórákat adott helyette.
A kis Bizet így gyerekkorától zenei környezetben nevelkedett a párizsi Montmartre negyedben. Lelkesen figyelte anyja zongorajátékát, végighallgatta apja énekóráit. Amikor kellően felcseperedett és elérte a zongorát, anyja leckéket adott neki. Hétéves korában nyilvánvalóvá vált a szülők számára, hogy fiuknak komoly zenei oktatást kell biztosítaniuk, ezért megpróbálkoztak a szigorú szabályokkal kormányzott zenei felsőoktatási intézményben, a Conservatoire-ban.

### Tanulmányai a Conservatoire-ban

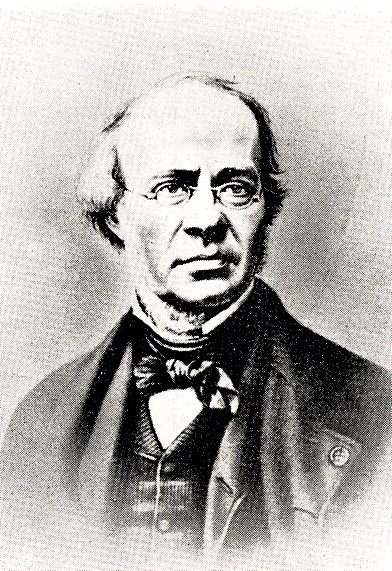
Halévy, Bizet tanára

Bizet 1848. október 12-én, alig tízévesen lépte át először a Conservatoire küszöbét, természetesen korengedménnyel, amit apjának egyik barátja szerzett meg számára úgy, hogy jól ismerte Joseph Meifriedet, a Conservatoire egyik tanárát, a felvételi bizottság egyik tagját. Mivel azonban túljelentkezés volt, csak nagybátyja, François Delsarte közbenjárásával sikerült egy újabb felvételi vizsga után bekerülnie Antoine François Marmontel osztályába. Bizet öt éven át minden hétfőn, szerdán és pénteken fél 12-től játszotta el a feladott leckéket igényes tanárának, aki igen nagyra becsülte növendéke képességeit. A zongoraórák mellett szolfézsoktatásban is részesült, majd az első félév után kiváló előmenetelének köszönhetően megkezdhette zeneszerzési tanulmányait is. Tanára Pierre Joseph Zimmermann, a nagyhírű kontrapunktista lett. Idős kora miatt azonban gyakran volt beteg, és ilyenkor Charles Gounod helyettesítette, aki leplezetlenül csodálta az ifjú képességeit. Bizet rajongott tanáráért, akinek stílusa egy életre szóló, szuggesztív benyomást gyakorolt rá.
Az ifjú Bizet 1851-ben második, majd 1852-ben első díjat nyert zongorajátékával Marmontel osztályában. Ekkor felvette az orgona-fúga tantárgyat is, tanára François Benoist volt. 1853-ban Zimmermann elhunytával árván maradt osztályát Halévy vette át. Rendkívül hanyag oktató volt, de rendkívül precízen vett részt tanítványai műveinek csiszolásában. Bizet nála is osztályelsővé küzdötte fel magát, és Halévy szerette volna, ha növendéke megpályázza a Római nagydíjat, egy hároméves itáliai tanulmányutat a Francia Akadémia finanszírozásával. Első művét (Barcarola) még 1849-ben írta meg. A tanulóévek munkája még az F-dúr nocturne és a b-moll, „Nagy” hangversenykeringő, amin Chopin és Schumann hatása érződik.
Bizet a legtöbb hangjegyet mások szolgálatában írta le. Amióta bekerült a Conservatoire-ba, csaknem teljesen eltartotta magát. Nemcsak partitúrát olvasott kitűnően, de nagyszerűen értett a terjedelmes vezérkönyvek egyszerűsítéséhez is. A bonyolult darabokat könnyen átírta zongorára, ami rendkívül jól jövedelmezett számára. Számos, ebben az időszakban komponált műve elveszett vagy elfelejtődött. Tizenhat éves volt, amikor megjelentek első kinyomtatott kompozíciói, két dal: A kis Margit és A rózsa és a méh. Ebben az időszakban írta meg első vígoperáját, A doktor házát (La Maison du docteur). Ezt sohasem mutatták be.
1856-ban pályázta meg először a Római nagydíjat, de Dávid-kantátájával csak második lett. Nagyon elkeseredett, érzékeny természetével nehezen tette túl magát a sikertelenségen. 1857-ben részt vett Jacques Offenbach operaszerző pályázatán. A téma Léon Battu és Ludovic Halévy librettója volt: A csodadoktor (Le docteur Miracle). Az első díjat megosztva nyerte el Charles Lecocq-kal. Mindkét díjnyertes művet bemutatták, és Bizet darabjának volt nagyobb sikere: tizenegy előadást ért meg. Ez volt Bizet első bemutatott operája. Offenbach díjával a tarsolyában bejutott Rossini nagyhírű estélyeire, amiken nemcsak az olasz mesterrel találkozott, hanem Liszt Ferenccel és Giuseppe Verdivel is.
1857-ben Bizet újraindult a Római nagydíjért folyó versenyen. A feladott szöveg Amédée Burion költeménye volt: Clovis és Clotilde. Bizet hat pályázó közül nyerte el az első díjat. Az itáliai útra Rossini meleg ajánlásával indult.

### Az itáliai évek
1857. december 21-én kelt útra a további római nagydíjasok csoportjában (Colin, az oboás; Heim, az építész és Sellier, a festő). Útközben meglátogatta Lyont és Avignont, majd átutazott Arles-on és Marseille-en. Első itáliai megállója Genova volt, amely kellemetlenül lepte meg. Bizet rossz véleménnyel volt a városról, annak színes palotáiról, a szennyről és a koldusokról. Rövid tartózkodás után hajóra ültek, és átszelték a Ligur-tengert Livornóig. Pisán át Firenzébe utazott, ahol megnézte  Verdi A lombardok című operájának bemutatóját, ellátogatott az Uffizi-képtárba valamint a Pitti-palotába, ahol megcsodálta állítólagos ősének, Andea Del Sartónak a műveit. Több mint egyhavi utazás után érkezett meg Rómába, a Piazza di Spagna közelében lévő Villa Medicibe. Miután elhelyezkedett, nem volt más dolga, mint nekiállni dolgozni, hiszen az ösztöndíjasoknak minden év végén el kellett küldeniük munkájuk eredményét, az úgynevezett envoi-t, a párizsi Szépművészeti Akadémiának.
Bizet nagy vágya az volt, hogy eljusson Nápolyba, viszont az ösztöndíjából nem tudta fedezni a költségeket. Ezért úgy döntött, hogy megpályázza az egyházzenei Rodrigues-díjat, amelynek fődíja 1500 francia frank volt. Egy Te Deumot komponált, azonban műve alulmaradt egy Berthe nevű zeneszerző kompozíciójával szemben. Gyakran járt színházba, operába és hangversenyekre. Az olasz zenétől átitatva úgy döntött, hogy megpróbálkozik egy vígopera írásával, mégpedig opera buffával, olasz módra. Még februárban talált az antikváriusnál egy librettót Parisina címmel. Ezt Donizetti 1833-ban már megzenésítette, de azóta feledésbe merült. Megírta Gounod-nak a szándékát, aki válaszlevelében a librettó megzenésítésére ösztönözte tanítványát. A művet, a Don Procopiót 1859-ben fejezte be. Meglehetősen elégedett volt vele, és ezt szánta az első envoi-jának. Miután postázta a művet, kirándulásra indult kollégáival Toszkánába és Umbriába, azonban röviddel Rómába való visszaérkezése után megbetegedett. Egy tengeri fürdőzés alkalmával a hideg víz ízületi gyulladást idézett elő nála, és krónikus toroktályogja ezután gyakran fellobbantotta ízületi panaszait. Hetekig nyomta az ágyat. Ekkor fogant meg benne az ötlet, hogy itáliai élményeit egy szimfóniában foglalja össze, amelynek címe Róma lesz. Felgyógyulása után elutazott Nápolyba (mivel megemelték ösztöndíját), azonban a város nagy csalódást okozott neki szennyével, koldusaival és zsebtolvajaival. A Nápolyi-öböl szépsége azonban elragadtatta, csakúgy, mint Pompeii romjainak látványa. Visszatérve Rómába, kézhez kapta az Akadémia kiértékelő levelét, amelyben a bírálók elismeréssel nyilatkoztak Don Procopiójáról. Az opera kéziratát sokáig elveszettnek hitték. Jóval a zeneszerző halála után, Auber iratai között találták meg, majd 1907-ben be is mutatták a monte-carlói operában.
Mivel azonban a szabályzat szerint az envoi-nak egyházzenei műnek kellett lennie, Halévy arra kérte őt, hogy a Don Procopio sikere ellenére, mihamarabb küldjön nekik egy, a szabályzatnak megfelelő kompozíciót. Végül Louis Delâtre versei alapján kezdett hozzá egy óda-szimfónia megírásához, melyek Luís de Camões portugál költő Os Lusíadas című eposzából ihletődtek. A darab a főszereplő Vasco da Gama nevét viseli.
Itáliából 1860 júliusában indult haza Orvietón, Ravennán, Velencén és Nizzán keresztül.

### Visszatérése Párizsba

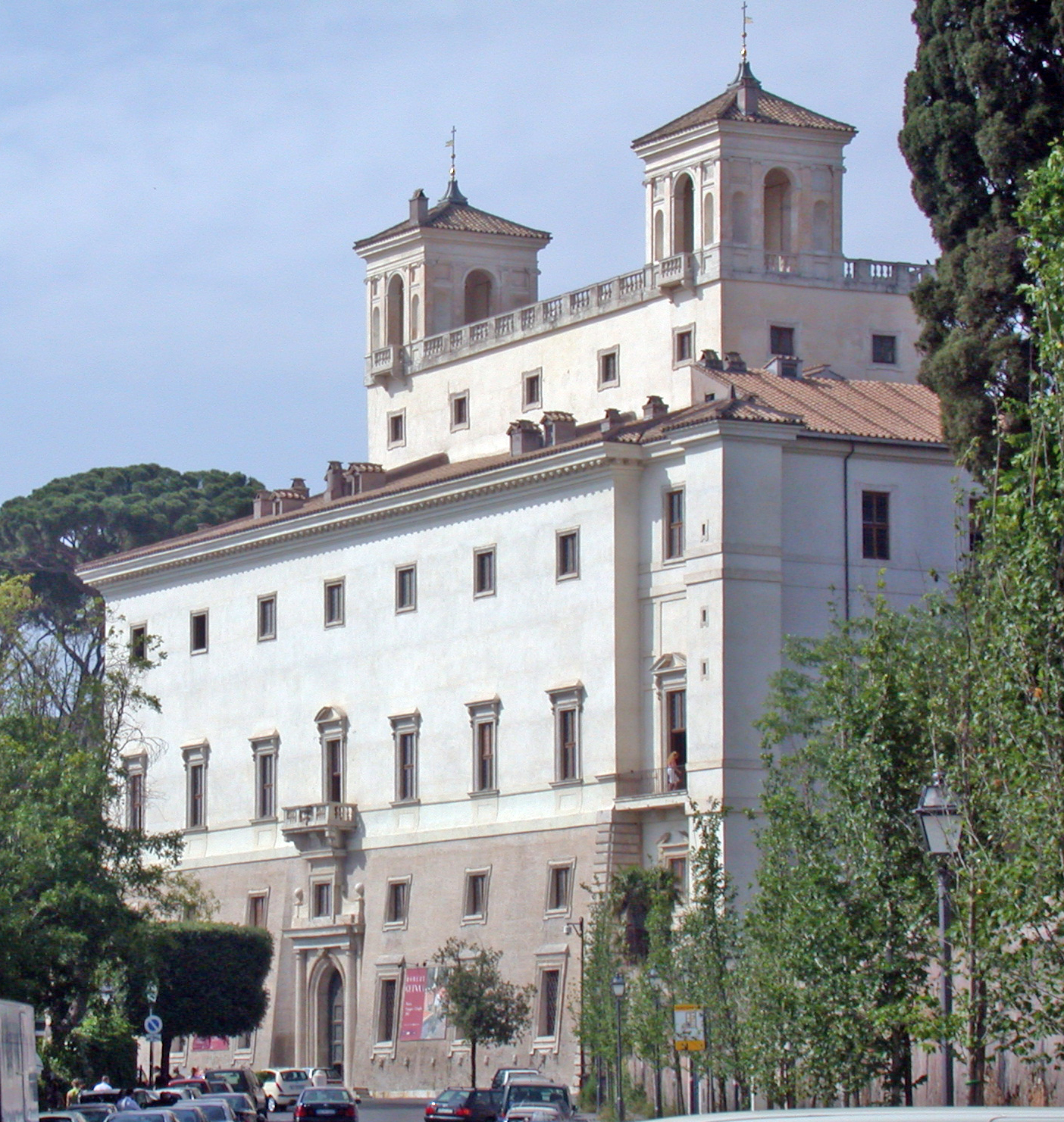
A Villa Medici Rómában

Visszatérése után Bizet-t elsősorban édesanyja egészségi állapota foglalkoztatta. Halévy megkérte egy egyfelvonásos opera megírására, de ő visszautasította, mert az anyja egészsége miatti aggodalom mellett nem érezte magát képesnek komponálásra. 1861 elején Halévy kiértékelte a Vasco da Gamát. Az idős mester fényes jövőt jósolt tanítványának.
Egy régi szokás szerint a Rómából hazatértek írhattak egy egyfelvonásos darabot az Opéra-Comique számára, és azt a színház rendszerint be is mutatta. Bizet élni kívánt ezzel a lehetőséggel. Elfogadta Michel Carré és Jules Barbier szövegkönyvét Az emír guzláját (La guzla de l’Emir). Az új opera komponálásához az év nyarán fogott hozzá, egy időben a Róma-szimfónia firenzei Scherzo-tételével. Saját munkáinak megírása mellett részt vett Gounod operájának, a Sába királynőjének a betanításában is.
Szeptember 8-án, 45 éves korában elhunyt Bizet édesanyja. A zeneszerző teljesen összeroppant, és képtelen volt munkára, emiatt az Akadémiától haladékot kapott az utolsó envoi bemutatására. Amikor visszatért az életkedve, befejezte a Scherzót, és a művet kiegészítette egy gyászindulóval is (ezt később bedolgozta a Gyöngyhalászokba is). Harmadik akadémiai dolgozatát is dicsérettel fogadták. 1861-ben benyújtotta negyedik és egyben utolsó kötelező művét is az Akadémiának, egy nyitányt Osszián vadászata (La Chasse d’Ossian) címmel. Az emír guzláját az édesanyja halála miatti szétszórt idegállapotában valószínűleg elégette, számos egyéb befejezett vagy vázlatos művével együtt.

### Az útkeresés évei
Rómából visszatérve remélte, hogy állást kap majd a Conservatoire tanári karában, de ez a vágya sohasem teljesült. Operaházaknál is megpróbált elhelyezkedni, de sikertelenül. Sokan ismerték, sőt elismerték, de mivel nem voltak befolyásos tamogatói, élete végéig szabadúszó művész maradt. Segített Berlioz új operájának, a Beatrix és Benedeknek a betanításában, ezért 1861 nyarán Baden-Badenbe utazott a premierre. A betanítás mindössze 200 frankot hozott számára. Visszatérve Párizsba, kézhez kapta az Arthur Leroy és Henri Trianon által írt szövegkönyvet, amelyet eredetileg Gounod-nak szántak, aki az operát meg is komponálta, azonban a Nagyopera azt túl gyengének találta, és nem vette fel a repertoárjába. Miután Gounod végleg lemondott a IV. Ivánról, a szövegírók átadták Bizet-nek, aki neki is fogott a mű megzenésítésének.
1862-ben elhunyt Halévy. Özvegye arra kérte Bizet-t, hogy férjének befejezetlen operáját, a Noét hozza tető alá. Halévy eredetileg egy belga tanítványára hagyta ezt a feladatot, de a család jobban bízott Bizet-ben. Ő el is fogadta a megbízatást, de időt kért: valójában csak hét év múlva fejezte be egykori mesterének művét.
1863. január 11-én egy nyilvános hangverseny keretében bemutatták a Scherzót. A közönség fanyalogva fogadta, sőt néhányan ki is fütyülték, és a mű modernsége miatt tiltakoztak. Ezzel szemben a sajtóban kedvező kritikák jelentek meg a darabról. A művet Bizet életében többé nem adták elő.
A IV. Iván komponálásával már előrehaladott állapotban volt, amikor a Théâtre Lirique igazgatója, Léon Carvalho felkérte egy új librettó megzenésítésére. A mű címe Gyöngyhalászok (Les Pêcheurs de Perles), a szöveget Michel Carré és Eugene Cormon írták. A megbízatást 1862 áprilisában kapta meg, azzal a feltétellel, hogy augusztusig próbakész állapotba kell hoznia. A bemutatót szeptember 14-re tűzték ki, azonban a főszereplő betegsége miatt 30-ára halasztották. A művet mérsékelt siker kísérte, a kritika elsősorban az erősen érezhető Wagner-hatásokat bírálta, illetve Halévy operájának, A zsidónőnek halvány utánzataként említették. Az operát 18 alkalommal adták elő.
A Gyöngyhalászok előadássorozata után Bizet négy éven át nem lépett a közönség elé új operával, de egyáltalán nem volt tétlen. Apjával közösen Le Vésinet-ben (Párizstól 12 mérföldnyire a Szajna partján) felépíttettek egy nyaralót, amely ettől fogva a zeneszerző kedvenc tartózkodási helye lett. 1865 nyarán Edmond Galabert személyében magántanítványra lelt. Ő volt az, aki a zeneszerzővel folytatott levelezését kötetbe rendezte, illetve aki segítette Bizet-t a komponálásban. Noha a Théâtre Lirique számára készült a mű, mivel az operaház fizetésképtelen volt, Bizet a Nagyoperával kezdett tárgyalásokat. 1865 decemberében a Nagyopera elutasította a IV. Iván bemutatását. Az ötfelvonásos operát sokáig elveszettnek hitték, és úgy tartották, hogy Bizet egy depressziós pillanatában megsemmisítette a kéziratokat. A műre 1933-ban bukkantak rá a Conservatoire könyvtárában.
1865-ben Bizet két figyelemre méltó zongoraművet alkotott: A fantasztikus vadászat (La Chasse fantastique) valamint a Rajnai dalok (Chants du Rhin) címűeket. Mindkettőt felvásárolta a Heugel zenekiadó, amely arra kérte a zeneszerzőt, hogy állítson össze egy ötkötetes sorozatot Éneklő zongorista (Le Pianiste chanteur) címmel, ami a legnépszerűbb operarészletek zongorára átírt változatát tartalmazta volna. 1866-ban egy másik kiadó, a Choudens kérte fel, hogy írja meg Gounod hat operakórusának zongoraletétjét. Hajszolt életmódja és átmeneti sikertelensége miatt ismét depresszióba esett, barátait azzal gyanúsította, hogy áskálódnak ellene. Visszavonult pihenni Le Vásinet-i birtokára, ahol új tanítványt fogadott Paul Lacombe személyében. A vidéki tartózkodás jót tett idegrendszerének, nyomott hangulata lassan oldódott, és ismét nekilátott a munkának. Mivel nem volt kéznél operalibrettója, elővette a Róma-szimfóniát, amit végre befejezett.

### A szép perthi lány
1866 júliusában Bizet nekilátott új operája, A szép perthi lány (La Jolie Fille de Perth) megírásának. A felkérés a Choudens kiadó közbenjárásával attól a Léon Carvalhótól érkezett, aki korábban pénzhiány miatt nem tudta kifizetni a IV. Ivánt. Carvalho 1866-ban tette meg ajánlatát a zeneszerzőnek, de a mű bemutatását 1867-re tervezte. A szövegkönyvet Bizet barátai, Jules Adenis és J. H. Vernoy de Saint Georges írták Walter Scott, népszerű romantikus angol regényíró azonos című regénye alapján. Mivel bőven volt ideje az opera megírásához, ősszel a Heugel kiadó felkérésére hat dalt komponált, amelyek még abban az évben megjelentek nyomtatásban. A kész operát 1866. december 29-én adta át Carvalhónak.
Az 1867-es esztendő első felében azzal foglalta le magát, hogy énekeseket keresett a darab bemutatójára. Carvalhónak szüksége volt egy sikeres darabra, mivel a színházában, a Théâtre Lirique-ben rendre megbuktak a bemutatott darabok. Az opera színpadi főpróbáit novemberben kezdték meg, a bemutatóra december 26-án került sor, félsikerrel. A kritikusok ugyan leírták, hogy az új műben nyoma sincs már a wagneri hatásoknak, viszont megjegyezték, hogy néhány kitűnő részletétől eltekintve, a darab jellegtelen, rutinos, hiányzik belőle a couleur locale, amit a helyszín, a romantikus Skócia megkívánt volna. Az opera nem hozta meg számára a várt sikert, de ezúttal minden nagyobb megrázkódtatás nélkül túltette magát a csalódáson. Az 1868. április 14-én megtartott brüsszeli bemutató már hatalmas siker volt.
Ugyancsak 1867-ben Bizet és barátja, Guiraud elhatározták, hogy indulnak a párizsi világkiállításra megírandó himnusz- és kantátapályázaton. A nagydíjat azonban Camille Saint-Saëns vitte el, Bizet legnagyobb felháborodására. A nyertes művet azonban nem mutatták be, helyette Rossini III. Napóleont dicsőítő műve került előadásra. Ebben az évben felkérték Bizet-t, hogy legyen a Revue nationale et étrangère című újság zenekritikusa. Írásait Gaston de Betzi álnéven publikálta. Mivel A szép perthi lány bemutatója folyamatosan csúszott, Émile Jonas, Léo Delibes és Legouix társaságában egy operettet írt a William Busnach (Halévy özvegyének unokatestvére) vezette Athénéé Színház számára. Ez volt a Marlborough háborúba megy (Marlborough s’en va-t-en guerre). Bizet az első felvonást komponálta, de az ő munkáját is Delibes hangszerelte, mivel időközben lekötötték operájának próbái.

### Betegsége és házassága
1868 elején Bizet visszavonult La Vésinet-i birtokára. Júliusban ismét megbetegedett, megint előjöttek a torkát kínzó tályogok. Az egész nyarat betegen töltötte. Az év júniusában a Théâtre Italientől keresték meg egy szövegkönyvvel, hogy komponáljon zenét hozzá, de a Nagyopera is küldött két librettót, viszont egyik sem nyerte el a tetszését. Kezébe került viszont a világkiállítás alkalmából meghirdetett verseny díjnyertes librettója, két fiatal író, Louis Gallet és Edouard Blau munkája A thulei király serlege (La Coupe du Roi de Thulé). Nagy körültekintéssel látott munkához, vonzotta a cselekmény bonyolultsága és a benne rejlő természetfeletti elemek sora. Amikor munkájával már eléggé előrehaladt, megpróbálta eladni azt. Próbálkozott a Nagyoperánál és a Théâtre Italiennél is, de hiába. Mivel a Carvalho vezette Théâtre Lirique egy évvel korábban csődbe ment, más lehetősége nem volt Párizsban. Barátai megpróbálták rábeszélni, hogy induljon a szöveg megzenésítésére kiírt pályázaton, de Bizet úgy érezte, hogy kinőtt már a pályázatokból, és inkább félretette művét.
Az év elején befejezte a Róma-szimfóniát. A végleges verziót 1868. február 28-án mutatták be a Napóleon Cirkuszban rendezett hangversenyén. A darabból a karmester kérésére kimaradt a Scherzo, amely korábban nem váltotta be a hozzá fűzött reményeket. Az előadás kifogástalan volt, a fogadtatás a közönség és a sajtó soraiban egyaránt kedvező volt. Ebben az évben írt még néhány zongoraművet.
1869. május 31-én házasságot kötött Geneviève Halévyvel, egykori mesterének lányával. A mézesheteket egy Enghien melletti kis falucskában, Saint Gratienben töltötték Geneviève anyja fivérének, Hippolyte Rodrigues házában, aki nagy zenepártoló volt, és Bizet-vel hamarosan mély, megértésen alapuló barátságot kötött. Az ifjú házaspár Párizsban, a Montmartre-on, a Rue Douai 22. szám alatti házban rendezte be otthonát. Azután Bizet hozzálátott, hogy befejezze apósa félbemaradt operáját, a Noét. Az operát az új igazgató, Pasdeloup, megpróbálta megszerezni a Théâtre Lirique számára, azonban a premier időpontjának többszörös halogatása miatt végül a németországi Karlsruhében mutatták be.
1869 végén belefogott egy vígopera megírásába, Philippe Gille és az ifj. Jaime szövegére, Clarissa Harlowe címmel. Néhány lapnyi vázlatnál azonban megtorpant. Ebben az évben írt még egy karművet Közeledik a halál (Le Mort s’avance) címmel.

### Háború és csalódások

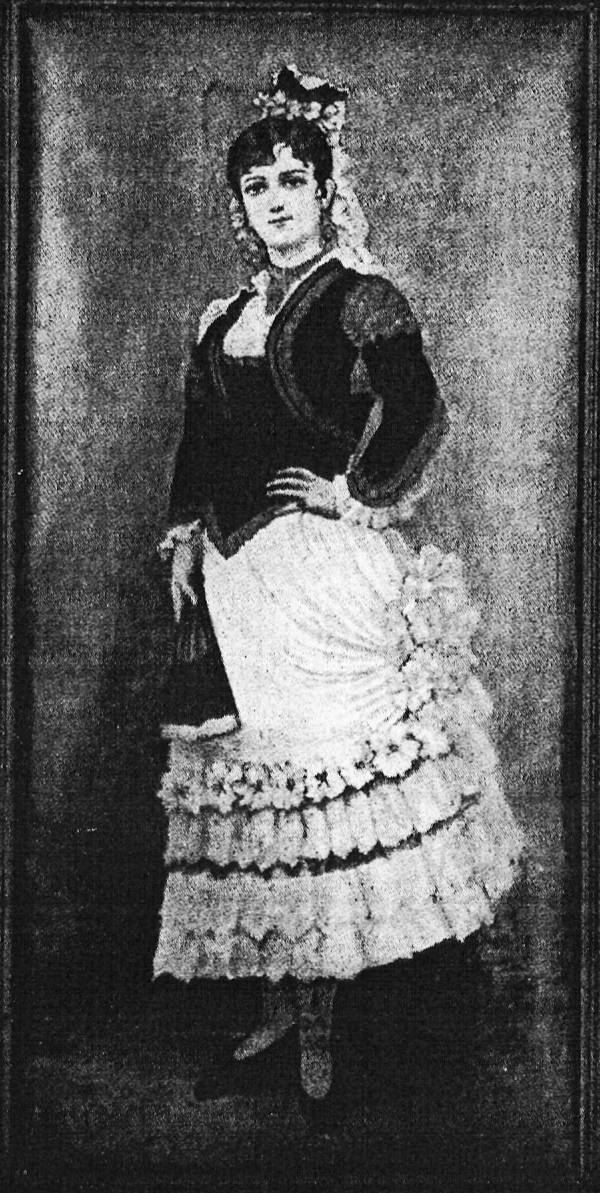
Galli-Marié Carmen szerepében

1870 júniusában elhatározta, hogy négy hónapra Barbizonba utazik. Magával vitte Frédéric Mistral Calendal című eposzát, valamint egy Victorien Sardou-darabot, Grisélidis címmel. A barbizoni tartózkodást a francia–porosz háború szakította meg. Bizet a Nemzeti Gárda 6. zászlóaljának önkéntese lett, és részt vett a francia főváros védelmében, amikor a poroszok szeptember 19-én ostrom alá vették azt. A poroszok kivonulása után a Párizsi Kommün került hatalomra, ezért 1871 márciusában a feleségével Le Vésinet-be menekült, majd anyósa meghívására Bordeaux-ba mentek. A Geneviève és anyja közötti rossz viszony miatt azonban mégis visszatértek párizsi otthonukba.
A háború ideje alatt a színházak zárva voltak, a Théâtre Lirique az ostrom alatt leégett. Bizet 1871 végén megpályázta a Nagyopera énekmesteri állását, azonban sikertelenül, sőt az Auber halála miatt megüresedett igazgatói széket sem sikerült megszereznie a Conservatoire-ban. Ennek ellenére folytatta a komponálást, és megírta a Gyermekjátékok (Jeux d’Enfants) cím alatt összegyűjtött tizenkét zongoradarabját.
Az 1871-es esztendő másik remekműve a Dzsamilé (Djamileh) című egyfelvonásos opera, amelynek megírására az Opéra Comique igazgatói, Adolph de Leuven és Camille du Locle kérték fel. A darab szövegkönyvét Alfred de Musset Namouna című költeménye alapján Louis Gallet írta. A darab próbái 1872. március elején kezdődtek el, de a szereplők összeválogatása miatt a premier május 22-ére halasztódott. Az előadás telt házat vonzott. Bizet nem sok jót várt tőle, és bajsejtelmei valóra is váltak. A darab sikertelenségéhez nagymértékben a címszereplő hibái járultak hozzá. Tíz előadás után levették műsorról, és Franciaországban legközelebb csak 1938-ban mutatták be, a zeneszerző születésének századik évfordulóján. A darabot több európai városban is műsorra tűzték, de sehol sem vert gyökeret.
Bizet régi barátja és odaadó híve, Carvalho, a Théâtre Lirique élén elszenvedett csődje után új vállalkozásba kezdett, és bérbe vette a Vaudeville színházat; mivel az újítások és kísérletezések nagy híve volt, úgy döntött, hogy feléleszti a nagy múltú zenés színművet, a francia melodrámát. Bizet-t kérte meg, hogy komponáljon zenét Alphonse Daudet Az arles-i lány (L’Arlésienne) című darabjához. Carvalho a hangszerelés tekintetében nagyon megkötötte a zeneszerző kezét, mivel a színház árkában mindössze negyven zenésznek volt hely. A darabot Bizet 1872 őszén szállította le, a bemutató október 1-jén zajlott le. A mű nem aratott sikert, viszont a kritikusok kiemelték Bizet zenéjét, és üdvözölték a melodráma felélesztésére tett lépéseit.
Időközben, 1872. június 10-én a Bizet házaspárnak fia született: Jacques, akiből később mérsékelt elismertségű író lett.

### ACarmen
Még Az arles-i lány munkálatai közepette egy új felkérést kapott az Opéra Comique-tól, a Carment. Az új darab szövegkönyve Prosper Mérimée, neves francia író azonos című kisregénye alapján készült. A szövegkönyvet Henri Meilhac és Ludovic Halévy írták, akik több sikeres darabot írtak már Offenbachnak és Massenet-nek egyaránt. Bizet 1872 őszétől 1874 tavaszáig komponálta a zenéjét, a kézírásos partitúra körülbelül 1200 oldalból állt. Időközben a kezébe került egy elbeszélés a híres spanyol hős, El Cid életéről, és elhatározta, hogy a IV. Ivánhoz hasonló nagyoperát komponál a témára. Don Rodrigue lett volna az opera címe, és bár hónapokig töprengett rajta, mindössze vázlatokat sikerült komponálnia.
A Carmen bemutatója előtt az Opéra Comique igazgatósága visszakozott, kifogásolva az opera cselekményét, a nyíltszíni gyilkosságot, valamint az alsóbb néposztályhoz tartozó szereplőket. A szövegkönyv íróinak segítségével Bizet-nek sikerült azonban elfogadtatnia a művet. A szereplők kiválasztásával is gondok voltak, hiszen a Carmen szerepére felkért Marie Célestine Galli-Marié nagyon magas tiszteletdíjat követelt. Végül sikerült kiegyezniük 250–300 frankban, ami kiemelkedően magas bérnek számított a párizsi színházakban. Ezzel szemben az énekesnő az elkövetkező években már 1000 frankot meghaladó tiszteletdíjért énekelte a cigánylány szerepét külföldi színházakban.
Míg a Carmen partitúráján dolgozott, felkereste őt régi barátja, Pasdeloup, aki felkérte egy nyitány megírására. Bizet saját háborús élményeit feldolgozva megkomponálta a Haza-nyitányt, amit 1874. február 15-én mutattak be.
A Carmen bemutatója többszöri halasztás után 1875. március 3-án zajlott le. A nézőtér zsúfolásig megtelt, számos zeneszerző barát is megjelent: Gounod, Delibes, Offenbach, Massenet. Az első felvonás hatalmas sikert aratott, különösképpen a Cigaretta-kórus valamint a Habanera. A második felvonást is tapsvihar kísérte, különösen a Torreádor-dalt valamint a Csempész-kvintettet. A harmadik felvonásból mindössze Micaela áriáját tapsolták meg. Az utolsó felvonás után francia szokás szerint bemondták a szerző nevét, ezt egyes jelentések szerint gyér taps fogadta, mások füttykoncertről számoltak be. A kritika változóan reagált a műre, hol kiemelték a korszakalkotó, új elemeit, hol pedig túlterheltségéről, énekelhetetlen számairól cikkeztek a szaklapok. A Carmen ötödik előadása után a közönség érdeklődése annyira megnőtt, hogy legtöbbször telt házzal játszották. A szerzőt a darab sikertelensége által okozott depressziójából Franz von Jaunernek, a bécsi operaház igazgatójának levele zökkentette ki, aki jelezte, hogy a darab bemutatóját az osztrák fővárosban október 23-ra tervezi.

### Az utolsó hónapok

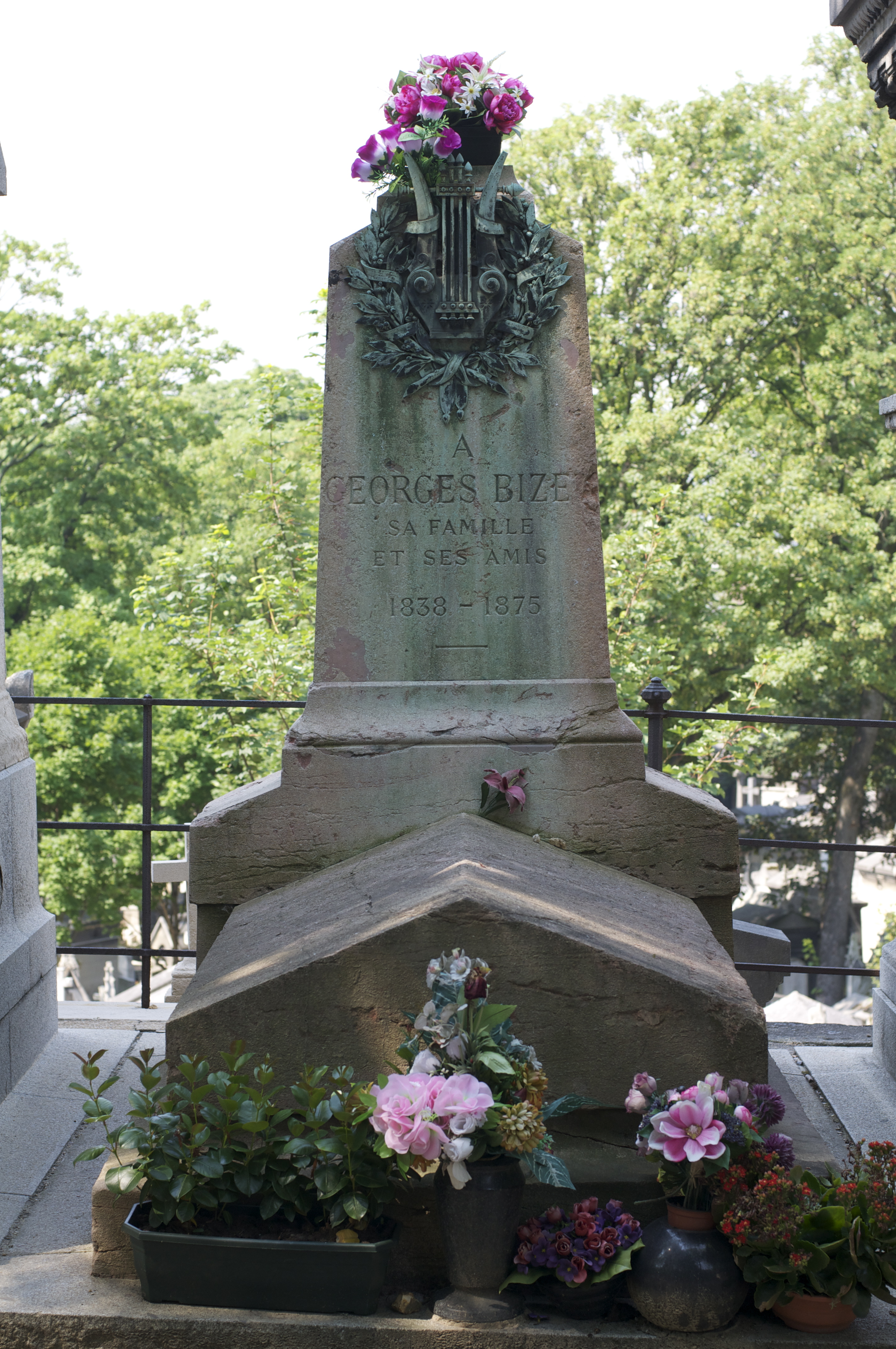
Bizet síremléke (Charles Garnier alkotása Paul Dubois szobrával)

Utolsó hónapjaiban Bizet egészsége rohamosan romlott. Kínozták a torkában megjelenő tályogok, sőt ízületi és szívbántalmakra is panaszkodott. Május végén úgy döntött, hogy Bougivalba utazik pihenni, útközben azonban megfázott. Június 1-jéről 2-ára virradóan heves szívroham gyötörte, de az orvosok úgy értékelték, hogy állapota nem ad okot különösebb aggodalomra. Nem sokkal az orvosok távozása után Bizet belázasodott. Noha időközben javult a kedélyállapota, június 3-án este ismét szívrohama volt, és még az orvos megérkezése előtt elvesztette eszméletét. 1875. június 3-án, valamivel éjfél után halt meg reumás szívrohamban. 36 évet és 8 hónapot élt. Gyászszertartását június 5-én a párizsi La Trinité-templomban tartották. A Père-Lachaise temető felé tartó gyászmenet Chopin gyászindulójának akkordjaira indult el. A temetésen a megrázkódtatástól megbetegedett özvegye nem vett részt. Több mint négyezer ember kísérte utolsó útjára.
A sors fintora, hogy négy hónappal halála után, a bécsi előadás – amelyhez Bizet korábbi római tanulótársa, Ernest Guiraud írt balettet és recitativókat – elindította a Carment a világhír felé vezető úton, és Bizet-t a leghíresebb operaszerzők soraiba emelte.

## Művei
Bizet-t szenvedélyes kapcsolat fűzte a zongorához, és kortársai (Liszt Ferenc, Hector Berlioz stb.) szerint kora egyik legjelentősebb virtuóza lehetett volna, ha félelme nem tartotta volna vissza a hangversenyezéstől. Zongoraműveinek nagy részét pénzszerzési célból írta, és kizárólag csak baráti körében adta elő őket. Legelső zongoradarabjain, amelyeket még fiatalkorában írt (keringők, prelűdök, románcok) a kor divatjának hódolnak: Robert Schumannt, Frédéric Chopint, Liszt Ferencet, Sigismond Thalberget utánozzák. Az első műve, melynek keletkezési ideje ismert, az Esz-dúr Grande Valse de Concert és az F-dúr nocturne, az 1854-es esztendőből. A keringő Carl Maria von Weber műveire emlékeztet, a noktürn pedig Chopinéra. Első jelentős, önálló stíluselemeket felmutató zongoraműve A fantasztikus vadászat (La Chasse Fantastique), amelyben már felbukkan a későbbi műveire jellemző kromatika, és a merész modulációsorok, harmóniafüzérek. Alkotói pályájának első időszakát az Olaszországban megismert zene határozta meg és csak A szép perthi lány megkomponálása után szakított végleg az olasz melodikával. Charles Gounod rendkívüli hatással volt rá, és ettől csak életének utolsó szakaszában sikerült némileg szabadulnia (még a Carmenben is vannak gounod-i emlékek). Bizet legérettebb hangszeres műve, a Gyermekjátékok (Jeux d’enfants) szvit zongorára, négy kézre, tizenkét tételben. Ebben apró jeleneteket örökített meg a gyermekek mindennapi életéből. E vidám művet 1871-ben komponálta, a poroszok elleni háború és kommün évében, azaz a történelem egyik nehéz pillanatában. Zongoraművei mellett rengeteg dalt is komponált megrendelésre, összesen negyvenkettőt. Értékük, minőségük rendkívül egyenetlen. Sok dala nem több színvonalas szalonzenénél, de többségük tartalmas, érdekes. Vegyes vokális művei közül kiemelkedő alkotások a Clovis et Clotilde című kantáta, amellyel elnyerte a Római Nagydíjat, valamint a Vasco da Gama című óda magánénekre, vegyeskarra és szimfonikus zenekarra.
Életében három stíluskorszak különíthető el: a tanulóévek (1849–1859), az útkeresés évei (1860–1870) és a mesterré válás évei (1871–1875). Első korszakában Wolfgang Amadeus Mozart, Gioachino Rossini hatása érződik művein, de jelentős befolyással voltak rá Carl Maria von Weber, Charles Gounod, Mendelssohn és Robert Schumann. A következő időszakban Ludwig van Beethoven, Giacomo Meyerbeer és Hector Berlioz műveit csodálta.
Első érett operája a Gyöngyhalászok volt. Ennek zenei technikája mozaikszerű, szerkesztése szimfonikus, zenei jellemábrázolása a stilizálás fele hajlik. Már itt feltűnik az egzotikus színeket kedvelő lokálkolorit-festő tehetsége. A sok tekintetben konzervatív C-dúr szimfóniával szemben (a nagy zenei formák nem voltak Bizet erősségei), a Kis szvit és Az arles-i lány mintegy átmenetet képez a német késő romantika és a francia kora-impresszionizmus között. Fő műve, a Carmen úgymond elődök nélküli remekmű. Ebben az operájában az egzotikus zenei hatásokat a 19. század második felében virágzó francia naturalista színpadtechnikai és drámai irányvonalakkal társította.
Hatásuk alól alkotói korszakának végén szabadulni próbált ugyan, de stílusában továbbra is érződtek az olasz, francia és német jellegzetességek. A verizmus megelőlegezője volt, ami azonban francia követőinek kezén elfakult, és inkább a századforduló olasz komponistái tanultak tőle.

### Műveinek listája
Operák
- Kiadott művek:

| Az opera címe magyarul | Az opera címe eredeti nyelven | Szövegkönyvírók                           | Ősbemutató ideje     | Ősbemutató helye         |
| A csodadoktor          | Le Docteur Miracle            | Léon Battu-Ludovic Halévy                 | 1857. április 9.     | Bouffes-Parisiens Párizs |
| Don Procopio           | Don Procopio                  | Carlo Cambiaggio                          | 1906. március 10.    | Monte-Carlo              |
| Gyöngyhalászok         | Les pêcheurs de perles        | Michel Carré-Eugene Cormon                | 1863. szeptember 20. | Théâtre Lyrique, Párizs  |
| IV. Iván               | Ivan IV                       | Arthur-Leroy-Henri Trianon                | 1946.                | Württemberg              |
| A szép perthi lány     | La Jolie Fille de Perth       | J.H. Vernoy de Saint-Georges-Jules Adenis | 1867. december 26.   | Théâtre Lyrique Párizs   |
| Noé                    | Noé                           | J.H. Vernoy de Saint-Georges              | 1855.                | Karlsruhe                |
| Dzsamilé               | Djamileh                      | Louis Gallet                              | 1872. május 22.      | Opéra-Comique Párizs     |
| Carmen                 | Carmen                        | Henri Meilhac-Ludovic Halévy              | 1875. március 3.     | Opéra-Comique Párizs     |

- Kiadatlan művek:
  - La Maison du Docteur, vígopera, szövegkönyvét írta Henry Boitteaux
  - La Guzla de l’Emir (1861–1862), vígopera, kézirata elveszett
  - La Coupe du Roi de Thulé (1868), opera, szövegkönyvét írta Louis Gallet és Edouard Blau
  - Clarissa Harlowe (1870–1871), vígopera, szövegkönyvét írta Philippe Gille
  - Grisélidis (1870–1871), vígopera, szövegkönyvét írta Victorien Sardou
  - Don Rodrigue (1873), opera, szövegkönyvét írta Louis Gallet és Edouard Blau

Operettek
- Marlborough háborúba megy (Marlborough s’en va-t-en guerre) (1867), szövegkönyvét írta Paul Siraudin és William Busnach (csak az első felvonás volt Bizet műve, a kézirat elveszett)
- Sol-si-ré-pif-pan (1872), szövegkönyvét William Busnach írta, kézirata elveszett

Színpadi kísérőzene
- Az arles-i lány (L’Arlésienne) (1872), Alphonse Daudet színművének kísérőzenéje

Vegyes vokális zene
- Kiadott művek:
  - Vasco de Gama (1859–60), óda-szimfónia (szimfonikus óda). Szöveg: Louis Delátre
  - Le Golfé de Bahia (1865), szoprán vagy tenor hangra, énekkarra és zongorára. Szöveg: Lamartine. Felhasználva a IV. Iván. partitúrájában
  - Saint Jean de Pathmos (1866), férfikar. Szöveg: Victor Hugo
  - Six Chants des Pyrénées (1867), dalciklus zongorakísérettel. Az énekszólamhoz utólag Jules Ruelle írt francia szöveget.
  - Ave Maria (?) Szöveg: Charles Grandmougin
  - La Fuite (?). Szöveg: Théophile Gautier
  - La Chanson du rouet (1857), ének-szóló, énekkarral, zongorakísérettel
- Kiadatlan művek:
  - Choeur d'étudiants (?), karmű zenekari kísérettel. Szöveg: Eugéne Seribe
  - L’Ange et Tobie (1855–1857), kantáta. Szöveg: Léon Halévy. Befejezetlen kézirat
  - Le Retour de Virginie (1855–1857), kantáta. Szöveg: Roilet
  - David (1856), kantáta. Szöveg: Gaston d'Albano. Az 1856. évi Római nagydíj második díjának nyertese
  - Clovis et Clotilde (1857), kantáta. Szöveg: Amédée Burion
  - Te Deum (1858), énekszólókra, énekkarra és zenekarra
  - La Mort s'avance (?), énekkari parafrázis Chopin Op. 10,1. sz. és Op. 25,12. sz. etűdjei alapján. Szöveg: Pellegrin abbé
  - Hymne (1867), a Világkiállítás pályázatára. Elveszett
  - Mariage de Prométhée (1867), kantáta a Világkiállítás pályázatára. Szöveg: ifj. Romain Cornut. Elveszett
  - Geneviève de Paris (1874–1875), oratórium. Szöveg: Louis Gallet

Dalok
- Kiadott művek:

1. Petite Marguerite, 1854. Szöveg: Olivier Rolland. Új kiadása En Avril címmel, Armand Silvestre szövegével 1888-ban jelent meg.
2. La Rose et l'Abeille, 1854. Szöveg: Olivier Rolland. Új kiadása Réve d'Amour címmel, Armand Silvestre szövegével 1888-ban jelent meg.
3. Vieille Chanson, 1865
4. Adieux l’hôtesse arabe, 1866. Szöveg: Victor Hugo
5. Aprés l’hiver, 1866. Szöveg: Victor Hugo
6. Douce Mer, 1866. Szöveg: Lamartine
7. Chanson d’avril, 1866. Szöveg: Louis Bouilhet
8. A une fleur, 1866. Szöveg: Alfred de Musset
9. Adieux a Suzon, 1866. Szöveg: Alfred de Musset
10. Sonnet, 1866. Szöveg: Ronsard
11. Guitare, 1866. Szöveg: Victor Hugo
12. Rose d'amour, 1866. Szöveg: Millevoye
13. Le Grillon, 1866. Szöveg: Lamartine
14. Pastorale, 1868
15. Réve de la bien-aimée, 1868. Szöveg: Louis de Courmont
16. Ma vie a son secret, 1868. Szöveg: Félix Arvers
17. Berceuse, 1868. Szöveg: Marceline Desbordes-Valmore
18. La Chanson du fou, 1868. Szöveg: Victor Hugo
19. La Coccinelle, 1868. Szöveg: Victor Hugo
20. La Sirène, 1868. Catulle Mendés. Töredék a La Coupe du Roi de Thulé c. operából
21. Le Doute, 1868. Szöveg: Paul Ferrier
22. L’esprit Saint, ?. Szöveg: ?
23. Absence, ?. Szöveg: Théophile Gautier
24. Chant d'amour, ?. Szöveg: Lamartine
25. Tarantelle, ?. Szöveg: Edouard Pailleron
26. Vous ne priez pas, ?. Szöveg: Casimir Delavigne
27. Voyage, ?. Szöveg: Philippe Gille
28. Aubade, ?. Szöveg: Paul Ferrier
29. La Nuit, 1868. Szöveg: Paul Ferrier
30. Conte, ?. Szöveg: Paul Ferrier
31. Aimons, rêvons, 1868 (?). Szöveg: Paul Ferrier
32. La Chanson de la rose, ?. Szöveg: Jules Barbier
33. Le Gascon, 1868 (?). Szöveg: Catulle Mendés
34. N'oublions pas! 1868. Szöveg: Jules Barbier
35. Si vous aimez! ?. Szöveg: Philippe Gille
36. Pastel, ?. Szöveg: Philippe Gille
37. L’abandonnée, 1868 (?). Szöveg: Philippe Gille, átdolgozta Catulle Mendés
38. Sur la Grève, ?. Szöveg: ?. Megjelent a L’Age d'Or sorozatban.

- Kiadatlan művek:

1. L’âme humaine est pareille au doux ciel. Igen korai mű. Szöveg: Lamartine
2. Le Colibri, 1868–73. Szöveg: Alexandre Glass
3. Voeu, ?. Szöveg: Victor Hugo

Zongoraművek
- Kiadott művek:

1. La Chasse fantastique, 1865 (?)
2. Chants du Rhin, six lieder sans paroles pour piano d'aprés des stances de Joseph Méry. 1. L'Aurore. 2. Le Départ. 3. Les Reves. 4. La Bohémienne. 5. Les Confidences. 6. Le Retour.
3. Marine, 1868 (?)
4. Variations chromatiques de concerto 1868
5. Nocturne, D-dúr. 1868
6. Jeux d'enfants, 12 darab zongorára, négy kézre: 1. L'Escarpolette, Rêverie. 2. La Toupie, impromptu. 3. La Poupée, berceuse. 4. Les Chevaux de Bois, scherzo. 5. Le Volant, fantaisie. 6. Trompette et Tambour marche. 7. Les Bulles de Savon, ron-dino. 8. Les Quatre Coins, esquisse. 9. Colin-Maillard, nocturne. 10. Saute-Mouton, caprice. 11. Petit mari, petite femme, duo. 12. Le Bal, galop

- Kiadatlan művek:

1. Quatre Préludes (C-dúr, a-moll, G-dúr, e-moll). ?. Igen korai művek
2. Valse, C-dúr, ?. Igen korai mű
3. Thème brillant, C-dúr, ?. Igen korai mű
4. Caprice original, No. 1. cisz-moll, No. 2. C-dúr. ?. Igen korai művek
5. Románce sans paroles, C-dúr, ?. Igen korai mű
6. Grande Valse de concert Esz-dúr, 1854
7. Nocturne F-dúr, 1854. Kézirata elveszett.
8. Négyszólamú fúga, felirata: „Concours de Fugue, le dimanche 9 Juillet 1854 à onze heures 1/2 du soir"
9. Négyszólamú fúga, 1854
10. Négyszólamú fúga egy Auber témára, 1855
11. Különböző fúgák és gyakorlatok Bizet tanulóéveiből

Zenekari művek
- Kiadott művek:

1. Symphonie en Ut, 1855
2. Scherzo és Marche funébre (f-moll), 1860–61. A Scherzo a Róma-szvitben jelent meg
3. Symphonie en Ut, másként Róma-szvit, 1860–68
4. Marche funébre b-moll, 1868
5. Petité Suite, 1871. A Jeux d'enfants öt darabjának meghangszerelt változata: La Toupie, La Poupée, Trompette et Tambour, Petit Mari, Petité Femme
6. L’Arlésienne 1. szvit, 1872
7. Ouverture Patríe, 1873

- Kiadatlan művek:

1. Ouverture en La (mineur-majeur), 1855
2. Ouverture La Chasse d'Ossian, 1861. Elveszett